# Безбородько Андрій Якович
Андрій Якович Безбородько (4 липня 1711 — 2 березня 1780, Стольне, Чернігівський полк) — український аристократ, державний діяч Війська Запорозького Городового (Гетьманщини). Генеральний писар (1741, 1751-1762 рр.) за правління гетьмана Кирила Розумовського. Батько російського канцлера Олександра Безбородька.

## Біографія
Рід Безбородьків походить від шляхетської родини Ксенжицьких. Перший відомий з них — Дем'ян Ксенжицький — перейшов на козацьку службу за Богдана Хмельницького й воював проти Речі Посполитої. В одній із битв йому відрубали підборіддя, тому й отримав прізвисько Безбородько. Відтоді його нащадки почали використовувати прізвисько як прізвище.
Родовідна починається з Якова Івановича Безбородька, значкового товариша з Переяславського полку, який помер близько 1730 року. Він мав двох синів: Андрія і Семена (був березанським сотником та обозним переяславським сотником).
У 1730 році розпочав службу в малоросійській генеральній канцелярії, у вересні 1733 року був призначений старшим військовим канцеляристом.
З 1739 року виконував обов'язки померлого генерального писаря Турковського, у 1741 році став малоросійським генеральним писарем. Його наступником став Василь Туманський.
У 1762 році. вийшов у відставку, маючи звання генерального судді, оселився в с. Стольному, де прожив до глибокої старості, працюючи в господарстві.

## Сім'я
Дружина — Євдокія Забіла — донька Михайла Тарасовича Забіли, генерального судді Війська Запорозького Городового.
Мав доньок і двох синів:
- Олександра (1747—1799) — козацький полковник, член російської академії, почесний член Академії мистецтв, царський сенатор, світліший князь російської імперії, канцлер уряду Катерини II.
- Іллю (1756—1815) — український шляхтич, генерал-поручник, граф, сенатор російської імперії, дійсний таємний радник.